# شرلی ستیا
شرلی ستیا (به انگلیسی: Shirley Setia) بازیگر، خواننده هندی است.
از کارهای معروف او می‌توان به بازی در فیلم ماسکا اشاره کرد.